# Margarete Bieber
Margarete Bieber (31 luglio 1879 – New Canaan, 25 febbraio 1978) è stata un'archeologa e storica dell'arte tedesca naturalizzata statunitense.
È riconosciuta come una figura pionieristica nello studio dell’arte greca, del teatro classico e nella storia delle donne nell'archeologia accademica.

## Biografia
Margarete Bieber nacque il 31 luglio 1879 a Schoenau, in Prussia Occidentale, in una famiglia ebraica benestante. 

### Formazione
Dopo aver ricevuto un'istruzione privata, nel 1899 fu tra le prime donne a ottenere l’Abitur in quella regione.
Dal 1901 studiò archeologia, storia dell'arte classica e filologia presso le Università di Bonn, Berlino e infine Heidelberg, dove si formò con studiosi del calibro di Georg Loeschcke e Reinhard Kekulé von Stradonitz. Nel 1904 si trasferì ad Atene per lavorare come assistente presso l'Istituto Archeologico Germanico. Ottenne il dottorato nel 1907 con una tesi sulla scultura ellenistica.

### Carriera accademica in Germania
Dopo il dottorato, Bieber fu incaricata della gestione delle collezioni archeologiche presso il museo di Kassel. Nel 1913 ottenne un incarico presso l’Università di Giessen, dove tenne lezioni nonostante i limiti imposti alle donne. Nel 1931 fu nominata professoressa ordinaria, prima donna in Germania in quel ruolo in campo archeologico.
Con l’avvento del regime nazista, nel 1933 perse la cattedra a causa delle leggi razziali che escludevano gli ebrei dal pubblico impiego.

### Emigrazione e carriera negli Stati Uniti
Dopo un breve soggiorno in Inghilterra, Bieber emigrò negli Stati Uniti nel 1934. Ottenne incarichi prima al Barnard College e poi alla Columbia University, dove fu nominata professore emerito nel 1948. Il suo insegnamento influenzò profondamente la nuova generazione di studiosi americani di arte classica.

## Attività scientifica
Margarete Bieber contribuì in modo fondamentale allo studio del teatro greco e romano, analizzandone l’architettura, la scenografia e il contesto sociale. Il suo libro The History of the Greek and Roman Theater (1939) è considerato un’opera di riferimento nel settore.
Fu anche una delle prime studiose a collegare sistematicamente scultura, arte figurativa e numismatica, utilizzando le monete antiche per confronti iconografici.

## Eredità e riconoscimenti
Nel 2023 il Harvard Art Museums le ha dedicato la mostra Ancient Rotation: The Scholar as Collector, che ha evidenziato la sua attività anche come collezionista e interprete della cultura materiale antica.
La Brown University ha incluso la sua figura tra le protagoniste del progetto Breaking Ground, dedicato alle donne nella storia dell’archeologia.